# Kurt
Kurt ist ein verbreiteter männlicher Vorname sowie ein Familienname. Kurt ist ein germanischer Name und bedeutet so viel wie „mutiger Ratgeber“. Varianten sind Cord, Curd, Curt, Kurth, Kurtu.

## Herkunft und Bedeutung des Namens
Kurzform von Konrad („Der kühne Rat“)
„Kord; Kurd“ Medo-Persisch: Herkunft und selbe Bedeutung wie im Germanischen; mutig, kühn od. stark, tapfer.
Ableitung von Kunibert („Kühn und strahlend“)
Als türkischer Familienname hat er die Bedeutung Wolf.

## Verbreitung
Ende des 19. Jahrhunderts war Kurt bereits ein verbreiteter Vorname in Deutschland. Seine Popularität stieg weiter an, so dass er von der Mitte der 1900er- bis Ende der 1920er-Jahre zu den zehn beliebtesten Namen des jeweiligen Jahrgangs gehörte. Dann sank seine Beliebtheit zunächst allmählich, ab Anfang der 1960er-Jahre jedoch rapide. Seit Anfang der 1970er-Jahre ist der Name kaum noch gebräuchlich. Ende 2020 wurde jedoch in der Süddeutschen Zeitung berichtet, dass der Name Kurt in Sachsen mit dem langjährigen Ministerpräsidenten Kurt Biedenkopf wieder an Beliebtheit gewonnen habe.

## Varianten
- Kurth[3]

## Namenstag
- 26. November

## Namensträger

### Familienname
- Alexandra Kurt (* 1997), luxemburgisch-deutsche Filmregisseurin und Drehbuchautorin
- Alfred Kurt (1916–2004), Schweizer Forstwissenschaftler und Professor an der ETH Zürich
- Can Kurt (* 2001), österreichischer Fußballspieler
- Chandra Kurt (* 1968), Schweizer Wein-Autorin
- Erhan Kurt (* 1987), türkischer Fußballspieler
- Fred Kurt (1939–2015), Schweizer Wildtierbiologe, Elefantenexperte
- Hassan Kurt (* 1970), kurdischer Marathonläufer
- Hedwig Kurt (1877–1951), deutsche Politikerin (SPD)
- Hildegard Kurt (* 1958), deutsche Kulturwissenschaftlerin
- İsmail Kurt (1934–2017), türkischer Fußballspieler
- Kaan Kurt (* 2001), deutscher Fußballspieler
- Kemal Kurt (1947–2002), türkischer Schriftsteller
- Marlene Kurt (* 1943), kanadische Diskuswerferin und Kugelstoßerin
- Mehmet Kurt (* 1996), deutsch-türkischer Fußballspieler
- Melanie Kurt (1880–1941), österreichische Opernsängerin (Sopran)
- Mert Kurt (* 2002), belgisch-türkischer Fußballspieler
- Metin Kurt (1948–2012), türkischer Fußballspieler und -trainer sowie Politiker
- Michael Kurt (* 1980), Schweizer Kanute
- Muhammad Kurd Ali (1876–1953), syrischer Gelehrter, Historiker und Literaturkritiker
- Mustafa Kurt (* 1968), deutsch-türkischer Fußballspieler
- Okan Kurt (* 1995), deutsch-türkischer Fußballspieler
- Reha Kurt (* 1989), türkischer Fußballspieler
- Resul Kurt (* 1971), türkischer Politiker (AKP)
- Sabahudin Kurt (1935–2018), jugoslawischer Sänger
- Şeyda Kurt (* 1992), freie Journalistin, Kuratorin, Moderatorin, Speakerin und Buchautorin
- Sinan Kurt (Fußballspieler, 1995), (* 1995), türkisch-deutscher Fußballspieler
- Sinan Kurt (* 1996), deutscher Fußballspieler
- Stefan Kurt (* 1959), Schweizer Schauspieler
- Taylan Kurt (* 1988), deutscher Politiker (Bündnis 90/Die Grünen), MdA
- Ümit Kurt (* 1991), türkischer Fußballspieler
- Valeriu Kurtu (* 1956), moldawischer Karikaturist
- Yaşar Kurt (* 1968), armenischer Rockmusiker

### Vorname

#### Kurt
- Kurt Abbott (* 1969), US-amerikanischer Baseballspieler
- Kurt Alder (1902–1958), deutscher Chemiker, Nobelpreisträger
- Kurt Bader (1899–1959), deutscher Jurist
- Kurt Beck (* 1949), deutscher Politiker (SPD)
- Kurt Beckmann (* 1984), deutscher Bodybuilder und Erotikdarsteller, siehe Marco Majewski
- Kurt Biedenkopf (1930–2021), deutscher Politiker (CDU)
- Kurt Bock (* 1958), deutscher Industriemanager, Vorstandsvorsitzender der BASF
- Kurt Bodewig (* 1955), deutscher Politiker, 2000 bis 2002 Bundesminister für Verkehr, Bau- und Wohnungswesen
- Kurt Browning (* 1966), kanadischer Eiskunstläufer
- Kurt Cobain (1967–1994), Sänger, Gitarrist, Komponist und Maler
- Kurt Denzer (1939–2021), deutscher Regisseur und Dokumentarfilmer
- Kurt Dossin (1913–2004), deutscher Handballspieler und Olympiasieger sowie dreifacher Deutscher Meister
- Kurt Edelhagen (1920–1982), deutscher Bandleader
- Kurt Edler (1950–2021), deutscher Landespolitiker (Hamburg) (GAL)
- Kurt Eichhorn (1908–1994), deutscher Dirigent und Hochschullehrer
- Kurt Eisner (1867–1919), Schriftsteller, Revolutionär und Politiker, erster Ministerpräsident des Freistaats Bayern
- Kurt Felix (1888–1960), deutscher Physiologe
- Kurt Felix (1941–2012), Schweizer Fernsehmoderator
- Kurt Friedrich (1903–1944), deutscher Volkswirt und Widerstandskämpfer
- Kurt Friedrich (1901–1995), deutscher Motorradrennfahrer
- Kurt Furgler (1924–2008), Schweizer Bundesrat
- Kurt Gellert (1900–1990), deutscher Bauernführer
- Kurt Gerron (1897–1944), deutscher Schauspieler
- Kurt Gödel (1906–1978), österreichisch-amerikanischer Mathematiker und Philosoph
- Kurt Goth (1926–1990), deutscher Fußballtorwart
- Kurt Grob (1920–1987), Schweizer Chemiker und Hochschullehrer
- Kurt Großkurth (1909–1975), deutscher Schauspieler und Sänger
- Kurt Gscheidle (1924–2003), deutscher Politiker (SPD)
- Kurt Haars (1907–1973), deutscher Schauspieler
- Kurt Hager (1912–1998), deutscher Politiker (SED)
- Kurt Hanke (1914–1993), deutscher Journalist
- Kurt Hartung (* 1925), deutscher Leichtathlet
- Kurt Hartung (* 1947), deutscher Fußballspieler
- Kurt Horres (1932–2023), deutscher Regisseur, Theaterintendant und Professor an der Essener Folkwangschule
- Kurt Huggler (* 1945), schweizerischer Skirennläufer
- Kurt Jara (* 1950), österreichischer Fußballspieler und -trainer
- Kurt Kachlicki (1934–1978), deutscher Schauspieler und Synchronsprecher
- Kurt Georg Kiesinger (1904–1988), Politiker, Bundeskanzler der Bundesrepublik Deutschland
- Kurt Kleinschmidt, Landtagsabgeordneter in Schleswig-Holstein
- Kurt Kren (1929–1998), österreichischer Filmemacher
- Kurt Krenn (1936–2014), österreichischer römisch-katholischer Bischof
- Kurt Kronenberg (1905–1987), deutscher Jurist, Pastor und Heimatforscher
- Kurt Kroner (1885–1929), deutscher Bildhauer
- Kurt Larché (1904–1986), deutscher Physiker
- Kurt Laue (* 1922), deutscher Fußballtorhüter
- Kurt Lenk (1898–1952), deutscher Fußballtorwart und Ingenieur
- Kurt Lenk (1929–2022), deutscher Politikwissenschaftler und Hochschullehrer
- Kurt Leucht (1903–1974), deutscher Ringer, Olympiateilnehmer
- Kurt Liebknecht (1905–1994), deutsch-sowjetischer Architekt, Hochschulprofessor und SED-Funktionär in der DDR
- Kurt Lücken (1900–1972), deutscher Ökonom, Landgerichtsdirektor und Hochschullehrer
- Kurt Maetzig (1911–2012), deutscher Filmregisseur
- Kurt Mansfeld (1910–1984), deutscher Motorradrennfahrer
- Kurt Marti (1921–2017), Schweizer Schriftsteller
- Kurt Masur (1927–2015), deutscher Dirigent
- Kurt May (1892–1959), deutscher Germanist und Hochschullehrer
- Kurt Meier-Boudane (1947–2014), schweizerisch-seychellischer Schachspieler
- Kurt Mohr (1886–1973), deutscher Maler und Kunstlehrer
- Kurt Mohr (1926–2017), deutscher Geologe und Hochschullehrer
- Kurt Moll (1938–2017), deutscher Opernsänger
- Kurt Mosbakk (* 1934), norwegischer Politiker
- Kurt Neubert (1898–1972), deutscher Mediziner und Hochschullehrer
- Kurt Neubert (1900–1970), deutscher Kameramann
- Kurt Neumann (1879–1953), deutscher Motorenbauer
- Kurt Neumann (1908–1958), deutsch-amerikanischer Filmregisseur
- Kurt Neumann (1923–2014), deutscher Fußballspieler
- Kurt Neumann (1924–2008), deutscher Politiker (SPD), Mitglied des Berliner Abgeordnetenhauses (MdA)
- Kurt Neumann (1924–2001), deutscher Politiker (CDU), Mitglied des Berliner Abgeordnetenhauses (MdA)
- Kurt Neumann (1927–2018), deutscher Politiker (SPD), MdL Rheinland-Pfalz
- Kurt Neumann (1945–2021), deutscher Politiker (SPD), MdB
- Kurt Neumann (* 1947), deutscher Schachspieler
- Kurt Neumann (* 1950), österreichischer Literaturkritiker
- Kurt Neumann-Kleinpaul (1882–1958), deutscher Veterinärmediziner und Hochschullehrer
- Kurt Overhoff (1902–1986), österreichischer Dirigent, Komponist und Musikpädagoge
- Kurt Rebmann (1924–2005), deutscher Generalbundesanwalt
- Kurt Reidemeister (1893–1971), deutscher Mathematiker
- Kurt Ritter (1909–1944), Kommunist und Widerstandskämpfer
- Kurt Russell (* 1951), US-amerikanischer Schauspieler
- Kurt Ruthe (1894–1980), deutscher Pädagoge und Polarforscher
- Kurt Schirra (1931–1983), deutscher Boxer
- Kurt Schönberg (1877–1948), deutscher Verwaltungsjurist und Landrat
- Kurt von Schönberg (1862–1938), deutscher Offizier, Oberst
- Kurt Freiherr von Schröder (1889–1966), Großbankier
- Kurt Schumacher (1895–1952), deutscher Politiker
- Kurt Schuschnigg (1897–1977), österreichischer Bundeskanzler
- Kurt Schwabach (1898–1966), deutscher Kabarettist, Komponist und Sänger
- Kurt Schwitters (1887–1948), Universalkünstler des Dadaismus
- Kurt Skalnik (1925–1997), österreichischer Journalist und Sektionschef
- Kurt Spangenberg (1889–1957), deutscher Mineraloge, Kristallograph und Hochschullehrer
- Kurt R. Spillmann (1937–2025), Schweizer Historiker und Konfliktforscher
- Kurt Stade (1899–1971), deutscher Althistoriker und Hochschullehrer
- Kurt Stein (* 1970), US-amerikanischer Skispringer
- Kurt vid Stein (* 1935), dänischer Radsportler
- Kurt Steinmann (* 1945), Schweizer Altphilologe und Übersetzer
- Kurt Stendal (1951–2019), dänischer Fußballspieler und -trainer
- Kurt Stenzel (1938–2012), deutscher Fernsehjournalist
- Kurt-Heinz Stolze (1926–1970), deutscher Komponist, Pianist, Cembalist und Dirigent
- Kurt Ströer (1921–2013), deutscher Diakon und Jugendwart der Evangelisch-Lutherischen Landeskirche Sachsens
- Kurt Stukenberg (* 1988), deutscher Journalist
- Kurt Tschenscher (1928–2014), deutscher Fußballschiedsrichter
- Kurt Tucholsky (1890–1935), Schriftsteller und Publizist
- Kurt Vonnegut (1922–2007), US-amerikanischer Schriftsteller
- Kurt C. Volkhart (1890–1959), deutscher Ingenieur, Rennfahrer und erster Fahrer eines raketengetriebenen Fahrzeugs
- Kurt Waldheim (1918–2007), österreichischer Politiker (ÖVP), UN-Generalsekretär
- Kurt Weill (1900–1950), deutscher Komponist
- Kurt Weinzierl (1931–2008), österreichischer Schauspieler, Kabarettist und Regisseur
- Kurt Wolff (1887–1963), deutscher Verleger
- Kurt Zimmer (1885–1941), deutscher Richter
- Kurt Zimmer (1924–2008), deutscher Kanute
- Kurt Zimmer (1946–2019), deutscher Sportmediziner und Hochschullehrer
- Kurt Zouma (* 1994), französischer Fußballspieler

#### Kurth
- Kurth Lehr (* 1933), österreichischer Fußballspieler

#### Kurd
- Kurd Adler (1892–1916), Lyriker des deutschen Expressionismus
- Kurd Alsleben (1928–2019), deutscher Künstler
- Kurd von Bülow (1899–1971), deutscher Geologe
- Kurd von Damm (1862–1915), deutscher Rechtsanwalt, Politiker und Unternehmer
- Kurd E. Heyne (1906–1961), deutscher Schauspieler, Regisseur, Kabarettist und Autor
- Kurd Janssen (1881–1953), deutscher Verwaltungsjurist und preußischer Landrat im Kreis Flatow
- Kurd Kisshauer (1886–1958), deutscher Astronom
- Kurd Laßwitz (1848–1910, eigentlich Carl Theodor Victor Kurd Laßwitz), deutscher Schriftsteller
- Kurd Maverick (eigentlich Cihan Ötün), deutscher House-Produzent und DJ
- Kurd Pieritz (1918–2010), deutscher Schauspieler
- Kurd von Schlözer (1822–1894, eigentlich Conrad Nestor von Schlözer), kaiserlich deutscher Diplomat und Historiker
- Kurd von Schöning (1789–1859), deutscher Offizier, preußischer Generalmajor und Militärliterat
- Kurd Schulz (1900–1974), deutscher Bibliothekar und Schriftsteller
- Kurd Semler (1879–1965), deutscher Jurist und CDU-Politiker

#### Curt
- Curt Abel-Musgrave (1860–1938), deutschamerikanischer Chemiker, Mediziner, Pädagoge, Journalist, Autor, Übersetzer und Kommunalpolitiker
- Curt Ackermann (1905–1988), deutscher Schauspieler, Synchronsprecher, Dialogbuchautor und Synchronregisseur
- Curt Bejach (1890–1944, Auschwitz), deutscher Mediziner
- Curt Bois (1901–1991), deutscher Schauspieler
- Curt Cappel (1944–2014), deutscher Tier- und Dokumentarfilmer
- Curt Cress (* 1952), deutscher Schlagzeuger und Komponist
- Curt Engelhorn (1926–2016), deutscher Industrieller
- Curt von François (1852–1931), Offizier der deutschen „Schutztruppe“ in Deutsch-Südwestafrika, Gründer von Windhoek
- Curt Frenzel (1900–1970), deutscher Pädagoge, sozialdemokratischer Journalist und Sportfunktionär
- Curt Goetz (1888–1960), deutsch-schweizerischer Schriftsteller und Schauspieler
- Curt Hansen (* 1964), dänischer Schachspieler
- Curt von Querfurth (1826–1886), deutscher Jurist, Heraldiker und Autor
- Curt Herbert Richter (1898–1974), deutscher Zitherspieler und Komponist
- Curt P. Richter (1894–1988), US-amerikanischer Psychologe und Verhaltensforscher
- Curt Sachs (1881–1959), deutscher Musikethnologe
- Curt Siodmak (1902–2000), deutsch-amerikanischer Drehbuchautor, Filmregisseur und Autor von Science-Fiction-Romanen
- Curt Sjöberg (1897–1948), schwedischer Turner und Wasserspringer
- Curt Smith (* 1961), britischer Sänger, Bassist und Komponist
- Curt Trepte (1902–1990), deutscher Schauspieler, Regisseur und Intendant
- Curt Walter (* 1949),  Schweizer Konzept- und Aktionskünstler

#### Curth
- Curth Georg Becker (1904–1972), deutscher Maler und Grafiker
- Curth Flatow (1920–2011), deutscher Bühnenautor

#### Curd
- Curd Duca (* 1955), österreichischer Musiker, Komponist und Produzent von elektronischer Musik
- Curd Jürgens (1915–1982), deutsch-österreichischer Schauspieler
- Curd Lessig (1924–2019), deutscher Maler, Grafiker und Gestalter von Kirchenfenstern
- Curd Ochwadt (1923–2012), deutscher Schriftsteller, Übersetzer, Herausgeber und Verleger

### Künstlername
- Hofstetter Kurt (* 1959), österreichischer Bildender Künstler
- Kurt Krömer (* 1974), deutscher Kabarettist
- Mambo Kurt (* 1967), deutscher Musiker und Alleinunterhalter

### Kunstfigur
- Kurt Ostbahn (1948–2022), österreichischer Musiker
- Kurt Wallander (* 1948), schwedischer Kriminalkommissar

### Fiktion
- Kurt (Roman), Roman von Sarah Kuttner
- Kurt (Film), Film nach dem Roman von Sarah Kuttner

### Sonstiges
- Hier kommt Kurt, Single von Frank Zander (1990)